# Pandanus hooglandii
Pandanus hooglandii là một loài thực vật có hoa trong họ Dứa dại. Loài này được H.St.John miêu tả khoa học đầu tiên năm 1973.